# Box-office 2016 au Canada et aux États-Unis
Cet article traite du box-office de 2016 au Canada et aux États-Unis.

## Classement
| Rang | Titre                                    | Pays | Réalisateur                   | Budget en USD | Recettes      | Week-End |
| ---- | ---------------------------------------- | ---- | ----------------------------- | ------------- | ------------- | -------- |
| 1.   | Rogue One: A Star Wars Story             |      | Gareth Edwards                | 200 000 000   | 532 177 324 $ | 20 (fin) |
| 2.   | Le Monde de Dory                         |      | Andrew Stanton                | 200 000 000   | 486 295 561 $ | 20 (fin) |
| 3.   | Captain America: Civil War               |      | Anthony et Joe Russo          | 250 000 000   | 408 084 349 $ | 20 (fin) |
| 4.   | Comme des bêtes                          |      | Chris Renaud                  | 75 000 000    | 368 384 330 $ | 23 (fin) |
| 5.   | Le Livre de la Jungle                    |      | Jon Favreau                   | 175 000 000   | 364 001 123 $ | 24 (fin) |
| 6.   | Deadpool                                 |      | Tim Miller                    | 58 000 000    | 363 070 709 $ | 18 (fin) |
| 7.   | Zootopie                                 |      | Byron Howard et Rich Moore    | 150 000 000   | 341 268 248 $ | 22 (fin) |
| 8.   | Batman v Superman : L'Aube de la Justice |      | Zack Snyder                   | 250 000 000   | 330 360 194 $ | 12 (fin) |
| 9.   | Suicide Squad                            |      | David Ayer                    | 175 000 000   | 325 100 054 $ | 14 (fin) |
| 10.  | Tous en scène                            |      | Garth Jennings                | 75 000 000    | 270 329 045 $ | 19 (fin) |
| 11.  | Vaiana : La Légende du bout du monde     |      | John Musker et Ron Clements   | 150 000 000   | 248 757 044 $ | 22 (fin) |
| 12.  | Les Animaux Fantastiques                 |      | David Yates                   | 180 000 000   | 234 037 575 $ | 19 (fin) |
| 13.  | Doctor Strange                           |      | Scott Derrickson              | 165 000 000   | 233 968 825 $ | 19 (fin) |
| 14.  | Les Figures de l'ombre                   |      | Theodore Melfi                | 25 000 000    | 169 607 287 $ | 41 (fin) |
| 15.  | Jason Bourne                             |      | Paul Greengrass               | 120 000 000   | 162 192 920 $ | 13 (fin) |
| 16.  | Star Trek : Sans limites                 |      | Justin Lin                    | 185 000 000   | 158 848 340 $ | 13 (fin) |
| 17.  | X-Men: Apocalypse                        |      | Bryan Singer                  | 234 000 000   | 155 442 489 $ | 9 (fin)  |
| 18.  | Les Trolls                               |      | Mike Mitchell                 | 125 000 000   | 153 707 064 $ | 21 (fin) |
| 19.  | La La Land                               |      | Damien Chazelle               | 30 000 000    | 151 101 803 $ | 20 (fin) |
| 20.  | Kung Fu Panda 3                          |      | Jennifer Yuh Nelson           | 145 000 000   | 143 528 619 $ | 25 (fin) |
| 21.  | SOS Fantômes                             |      | Paul Feig                     | 144 000 000   | 128 350 574 $ | 17 (fin) |
| 22.  | Agents presque secrets                   |      | Rawson Marshall Thurber       | 50 000 000    | 127 440 871 $ | 11 (fin) |
| 23.  | Tarzan                                   |      | David Yates                   | 180 000 000   | 126 643 061 $ | 11 (fin) |
| 24.  | Sully                                    |      | Clint Eastwood                | 60 000 000    | 125 070 033 $ | 20 (fin) |
| 25.  | Bad Moms                                 |      | Jon Lucas et Scott Moore (en) | 20 000 000    | 113 257 297 $ | 13 (fin) |
| 26.  | Angry Birds                              |      | Clay Kaytis et Fergal Reilly  | 73 000 000    | 107 509 366 $ | 17 (fin) |
| 27.  | Independence Day : Resurgence            |      | Roland Emmerich               | 165 000 000   | 103 144 286 $ | 12 (fin) |
| 28.  | Conjuring 2 : Le Cas Enfield             |      | James Wan                     | 40 000 000    | 102 470 008 $ | 11 (fin) |
| 29.  | Premier Contact                          |      | Denis Villeneuve              | 47 000 000    | 100 546 139 $ | 17 (fin) |
| 30.  | Passengers                               |      | Morten Tyldum                 | 110 000 000   | 100 014 699 $ | 17 (fin) |

## Box-office par semaine
| #  | Date              | Film no 1                                      | Recettes      |
| -- | ----------------- | ---------------------------------------------- | ------------- |
| 1  | 1er janvier 2016  | Star Wars, épisode VII : Le Réveil de la Force | 90 241 673 $  |
| 2  | 8 janvier 2016    | Star Wars, épisode VII : Le Réveil de la Force | 42 353 785 $  |
| 3  | 15 janvier 2016   | Mise à l'épreuve 2                             | 35 243 095 $  |
| 4  | 22 janvier 2016   | The Revenant                                   | 16 009 718 $  |
| 5  | 29 janvier 2016   | Kung Fu Panda 3                                | 41 282 042 $  |
| 6  | 5 février 2016    | Kung Fu Panda 3                                | 21 242 181 $  |
| 7  | 12 février 2016   | Deadpool                                       | 132 434 639 $ |
| 8  | 19 février 2016   | Deadpool                                       | 56 470 167 $  |
| 9  | 26 février 2016   | Deadpool                                       | 31 115 195 $  |
| 10 | 4 mars 2016       | Zootopie                                       | 75 063 401 $  |
| 11 | 11 mars 2016      | Zootopie                                       | 51 339 887 $  |
| 12 | 18 mars 2016      | Zootopie                                       | 37 164 158 $  |
| 13 | 25 mars 2016      | Batman v Superman : L'Aube de la Justice       | 166 007 347 $ |
| 14 | 1er avril 2016    | Batman v Superman : L'Aube de la Justice       | 51 335 254 $  |
| 15 | 8 avril 2016      | The Boss                                       | 23 586 645 $  |
| 16 | 15 avril 2016     | Le Livre de la Jungle                          | 103 261 464 $ |
| 17 | 22 avril 2016     | Le Livre de la Jungle                          | 61 538 821 $  |
| 18 | 29 avril 2016     | Le Livre de la Jungle                          | 43 714 706 $  |
| 19 | 6 mai 2016        | Captain America: Civil War                     | 179 139 142 $ |
| 20 | 13 mai 2016       | Captain America: Civil War                     | 72 637 142 $  |
| 21 | 20 mai 2016       | Angry Birds, le film                           | 38 155 177 $  |
| 22 | 27 mai 2016       | X-Men : Apocalypse                             | 65 769 562 $  |
| 23 | 3 juin 2016       | Ninja Turtles 2                                | 35 316 382 $  |
| 24 | 10 juin 2016      | Conjuring 2 : Le Cas Enfield                   | 40 406 314 $  |
| 25 | 17 juin 2016      | Le Monde de Dory                               | 136 183 170 $ |
| 26 | 24 juin 2016      | Le Monde de Dory                               | 72 959 954 $  |
| 27 | 1er juillet 2016  | Le Monde de Dory                               | 41 817 176 $  |
| 28 | 8 juillet 2016    | Comme des bêtes                                | 104 352 905 $ |
| 29 | 15 juillet 2016   | Comme des bêtes                                | 50 838 355 $  |
| 30 | 22 juillet 2016   | Star Trek : Sans limites                       | 59 253 211 $  |
| 31 | 29 juillet 2016   | Jason Bourne                                   | 59 215 365 $  |
| 32 | 5 aout 2016       | Suicide Squad                                  | 133 682 248 $ |
| 33 | 12 aout 2016      | Suicide Squad                                  | 43 536 013 $  |
| 34 | 19 aout 2016      | Suicide Squad                                  | 20 855 401 $  |
| 35 | 26 aout 2016      | Don't Breathe : La Maison des ténèbres         | 26 411 706 $  |
| 36 | 2 septembre 2016  | Don't Breathe : La Maison des ténèbres         | 15 833 223 $  |
| 37 | 9 septembre 2016  | Sully                                          | 35 028 301 $  |
| 38 | 16 septembre 2016 | Sully                                          | 21 653 017 $  |
| 39 | 23 septembre 2016 | Les Sept Mercenaires                           | 34 703 397 $  |
| 40 | 30 septembre 2016 | Miss Peregrine et les Enfants particuliers     | 28 871 140 $  |
| 41 | 7 octobre 2016    | La Fille du train                              | 27 632 320 $  |
| 42 | 14 octobre 2016   | Mr. Wolff                                      | 24 710 273 $  |
| 43 | 21 octobre 2016   | Boo ! A Madea Halloween                        | 28 501 448 $  |
| 44 | 28 octobre 2016   | Boo ! A Madea Halloween                        | 17 220 312 $  |
| 45 | 4 novembre 2016   | Doctor Strange                                 | 85 058 311 $  |
| 46 | 9 novembre 2016   | Doctor Strange                                 | 42 970 065 $  |
| 47 | 18 novembre 2016  | Les Animaux fantastiques                       | 74 403 387 $  |
| 48 | 25 novembre 2016  | Vaiana : La Légende du bout du monde           | 56 631 401 $  |
| 49 | 2 décembre 2016   | Vaiana : La Légende du bout du monde           | 28 270 989 $  |
| 50 | 9 décembre 2016   | Vaiana : La Légende du bout du monde           | 18 533 804 $  |
| 51 | 16 décembre 2016  | Rogue One: A Star Wars Story                   | 155 081 681 $ |
| 52 | 23 décembre 2016  | Rogue One: A Star Wars Story                   | 64 033 768 $  |
| 53 | 30 décembre 2016  | Rogue One: A Star Wars Story                   | 49 539 000 $  |